# Петровска језера
Петровска језера, Оршанско-Петровска језера или само Петроозорје (рус. Петровские озёра, Оршинско-петровские озёра, Петроозёрье) групација је реликтних ледничких језера у јужном делу Тверске области, на северозападу европског дела Руске Федерације. Језера се налазе на око 30 километара северозападно од града Твера, на југу Рамешког и североистоку Калињинског рејона, у пространом мочварном подручју познатом као Оршански мох (рус. Оршинский Мох).
Петровску групу језера чини око 140 језера укупне површине 83 км². Највећа језера су Велико (површине 32 км²), Светло (8 км²), Глубокоје (5 км²), Песочноје (5 км²), Белоје (4 км²), Шчучје, Глухоје, Оршинскоје.
Површина језера лежи на надморским висинама од 139 до 144 метра, а максимална дубина ни једног од њих не прелази 4 метра. Рекама Оршом, Созом и Песочнајом Петровска језера су повезана са реком Волгом која протиче на око 20 километара јужније.
Петровска језера се налазе у различитим фазама одумирања и постепеног претварања у мочваре. Карактерише их специфична браонкаста боја која потиче од знатних наслага тресета које су нагомилане на њиховим обалама.
Насеља су смештена једино на уздигнутијем земљишту у самом средишти Оршанске тресаве, и ту се налазе села Остров, Заречје и Петровскоје.